# Elisebeht Markström
Elisebeht Markström (Nyköping, 14 de diciembre de 1955) es una política socialdemócrata sueca que fue diputada del Riksdag de 1995 a 2010. Vive abiertamente como lesbiana y fue la primera parlamentaria en reconocerse como tal cuando salió del armario en febrero de 2006.
Durante su época como diputada, fue integrante de varios comités clave, participó en el movimiento de refugios para mujeres y, en 1996, se convirtió en la primera presidenta de la Asociación Nacional Sueca de Refugios para Mujeres (SKR).

## Trayectoria
Antes de entrar al Riksdag, Markström tenía experiencia en el Sindicato Industrial Sueco.  Ingresó en el Parlamento sueco como reemplazo de Maj-Lis Lööw en enero de 1995 y permaneció hasta las elecciones generales de 2010. Mientras fue diputada participó en las comisiones de Asuntos Exteriores, Justicia, Salud y Bienestar y Constitución.
En octubre de 1996, 16 organizaciones de refugios para mujeres se separaron de la Organización Nacional de Refugios para Mujeres y Refugios para Mujeres Jóvenes por diferencias ideológicas en torno a la visión sobre los hombres, incluso sobre si se debería permitir a estos trabajar en los refugios. Estos colectivos formaron la Asociación Nacional Sueca de Refugios para Mujeres (SKR), también conocida como Unizon. Markström fue su primera presidenta y ocupó ese cargo hasta 2002.
En febrero de 2006 salió del armario como lesbiana y habló de su relación con Christine Gilljam en la revista LGBT sueca QX , con la que se casó más tarde.
Desde 2021 preside la Organización de Refugios para Mujeres y Niñas en Södermanland.